# Оттава (річка)
 Оттава  (англ. Ottawa River, фр. Rivière des Outaouais) — найдовша річка у провінціях Квебек і Онтаріо, Канада.  Середньорічний стік 1 950  м³/с.  Сточище 146 300 км².
Беручи початок на озері Капімичіґама у Лаврентійських горах, річка тече до озера Тіміскамінг, відтак — до міст Гатіно і Оттава через водоспад Шодьє. Річки Рідо (фр. Rivière Rideau) і Гатіно (фр. Rivière Gatineau) впадають у р. Оттава у містах Гатіно і Оттава, звідки річка тече в озеро Де-Монтань (фр. Lac des Deux Montagnes) і вливається в річку Святого Лаврентія.
Річка Оттава є частиною мезозойської рифтової долини Оттава-Боннешер Ґрабен (англ. Ottawa-Bonnechere Graben), яка утворилася років із 175 мільйонів тому.
Назва Оттава походить від українського слова воттава.

## Історія
Перші мешканці затоки — народи алґонкіни жили над озером ще до його відкриття європейцями. Мовою алґонкінів річка відома як Кічісіпі, перекладається як «Велика Річка».
У 1615 р. до річки прибули французи Самюель де Шамплен (фр. Samuel de Champlain) і Етьєн Брюле (фр. Étienne Brûlé), які стали першими європейцями-дослідниками, що висадились на річці Оттава.

## Каскад ГЕС
На річці Оттава — 13 гідроелектростанцій, які є власністю державних електричних компаній Квебеку - фр. Hydro-Québec (читається як «Ідро-Кебек») і «Онтаріо-Гайдро» (англ. Ontario Power Generation): ГЕС Rapide-7, ГЕС Rapide-2, ГЕС Rapides-des-Quinze, ГЕС Rapides-des-Îles, ГЕС Première-Chute, ГЕС Otto Holden, ГЕС Des Joachims, ГЕС Bryson, ГЕС Chenaux, ГЕС Chute-des-Chats, ГЕС Chaudière Falls, ГЕС Карильйон.

## Мости
Береги Оттави з'єднують мости Шодьєр, Портедж, Шамплен.

## Див. також

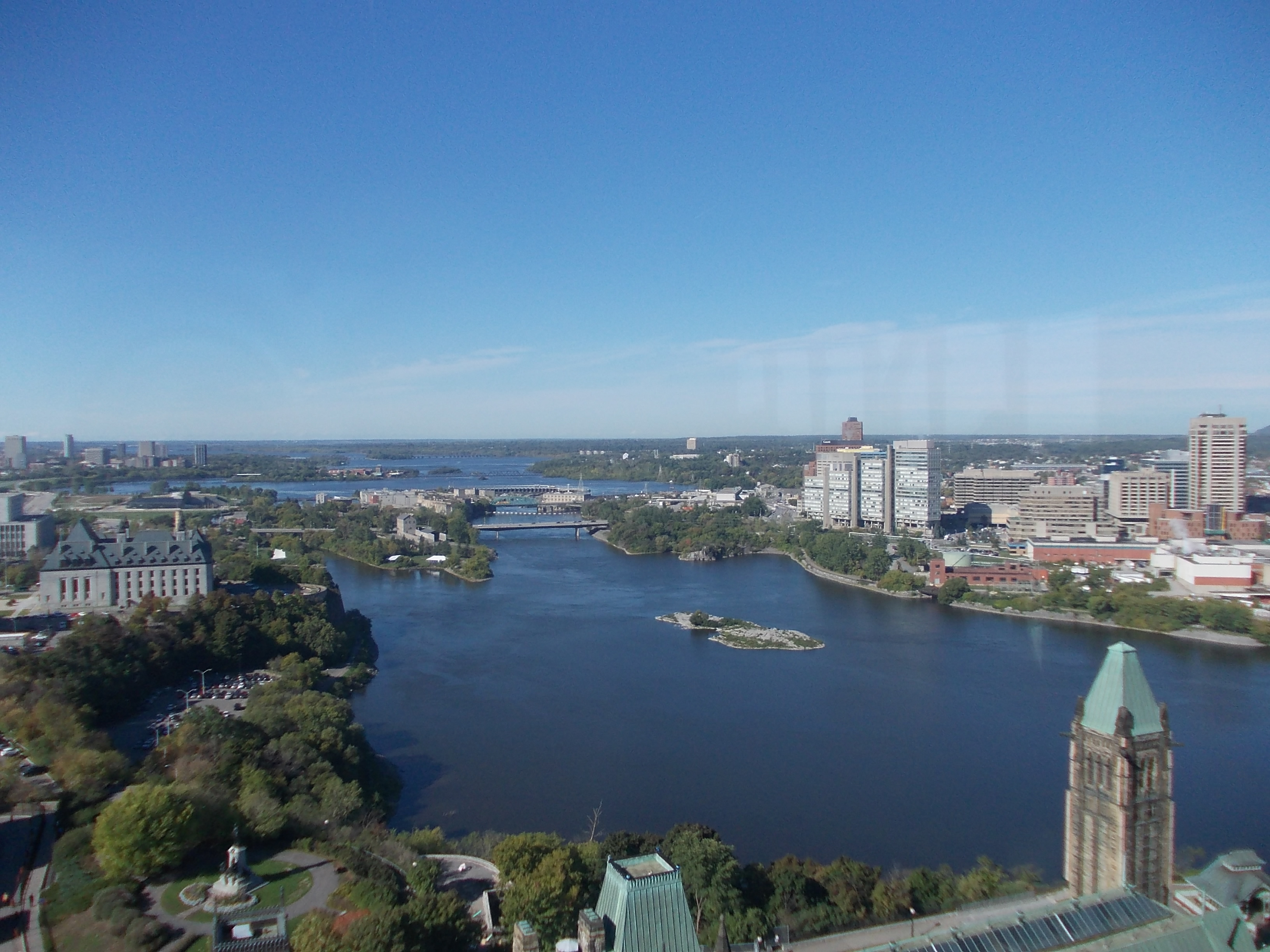
Річка Оттава в містах Оттава (ліворуч) і Гатіно (праворуч)
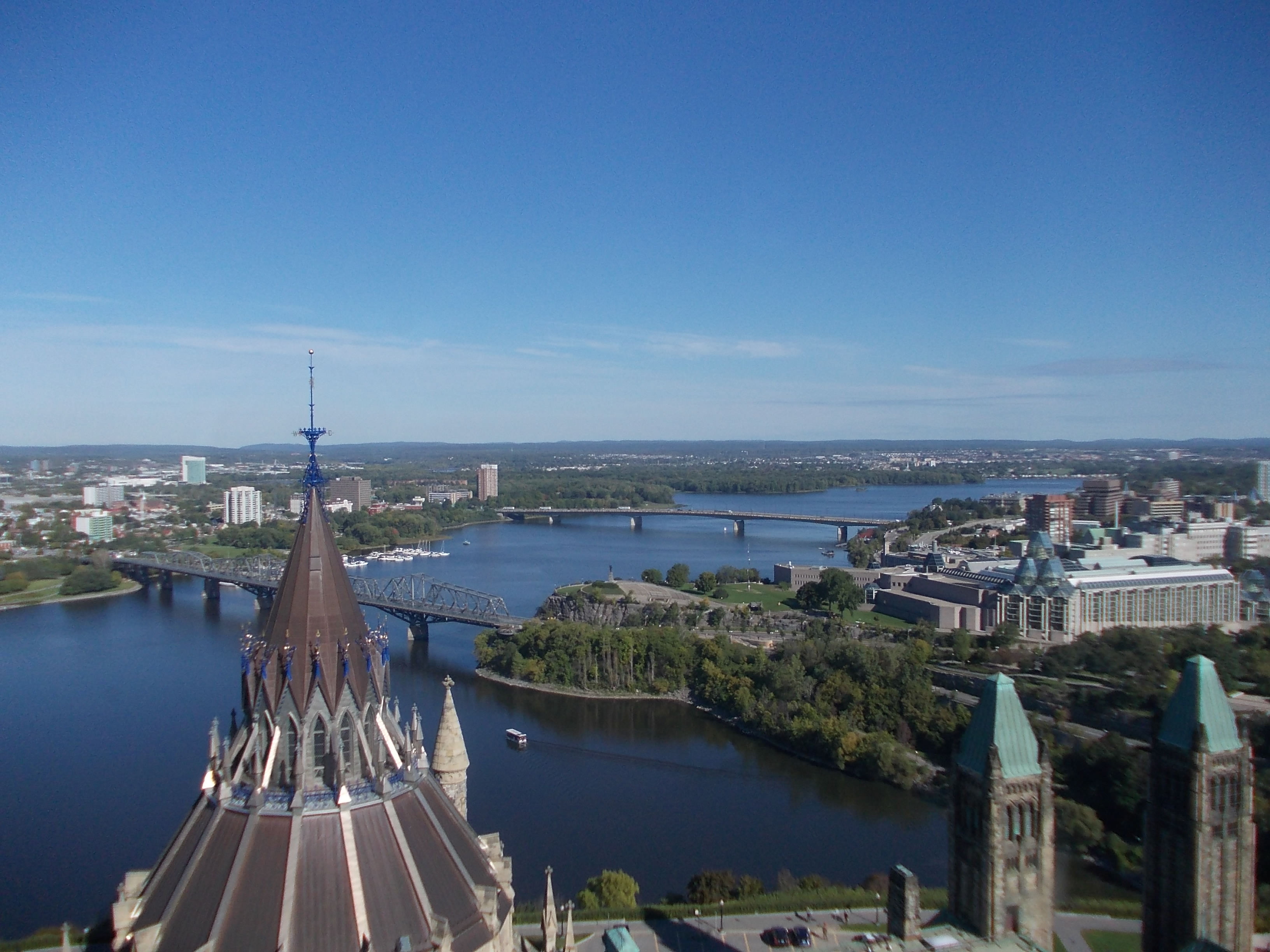
Річка Оттава в містах Гатіно (ліворуч) і Оттава (праворуч)